# بوریسلاوتسی
بوریسلاوتسی (به بلغاری: Borislavtsi) یک منطقهٔ مسکونی در بلغارستان است که در شهرستان ماجاروفو واقع شده‌است.